# Demadiana milledgei
Espèce
Demadiana milledgei est une espèce d'araignées aranéomorphes de la famille des Arkyidae.

## Distribution
Cette espèce est endémique d'Australie. Elle se rencontre en Nouvelle-Galles du Sud et au Victoria.

## Description
Le mâle holotype mesure 2,18 mm et la femelle paratype 2,58 mm.

## Étymologie
Cette espèce est nommée en l'honneur de Graham A. Milledge.

## Publication originale
- Framenau, Scharff & Harvey, 2010 : Systematics of the Australian orb-weaving spider genus Demadiana with comments on the generic classification of the Arkyinae (Araneae: Araneidae). Invertebrate Systematics, vol. 24, p. 139-171.